# Escuela antequerano-granadina
La escuela antequerano-granadina fue un grupo poético de la segunda mitad del siglo XVI y principios del XVII que precedió a la producción lírica barroca de Luis de Góngora con el cultivo de un cierto manierismo formal.
Su principal representante fue Pedro Espinosa, autor de la antología Flores de poetas ilustres (Valladolid, 1605), que recopila una muestra de la poesía de esta escuela, y de la Fábula del Genil, entre otras obras. También pertenecieron a esta escuela Hernando de Acuña, el poeta y diplomático Diego Hurtado de Mendoza, el humanista y poeta en latín afrohispano Juan Latino, Cristobalina Fernández de Alarcón, Luis Barahona de Soto, Pedro de Padilla, Juan de Padilla, el traductor de Publio Papinio Estacio Juan de Arjona, Gaspar de Baeza, Juan Bautista de Mesa, Andrés del Pozo y el hispanoportugués Jorge de Montemayor, autor de la novela pastoril Los siete libros de la Diana y de un amplísimo cancionero poético. 
Generalmente se suele considerar como una etapa de transición entre el herrerismo y el culteranismo. 